# Technomyrmex butteli
Technomyrmex butteli é uma espécie de formiga do gênero Technomyrmex.